# Meißen
Meißen (Meissen, latinul Misena, Misnia, Misnensium) kisváros Németországban, Szászország tartományban. Nemzetközi hírnevét az ott gyártott meisseni porcelán hozta meg.

## Fekvése
Az Elba és a Triebisch folyók összefolyásánál, Drezdától kb. 25 km-re északnyugatra fekszik.

## Története

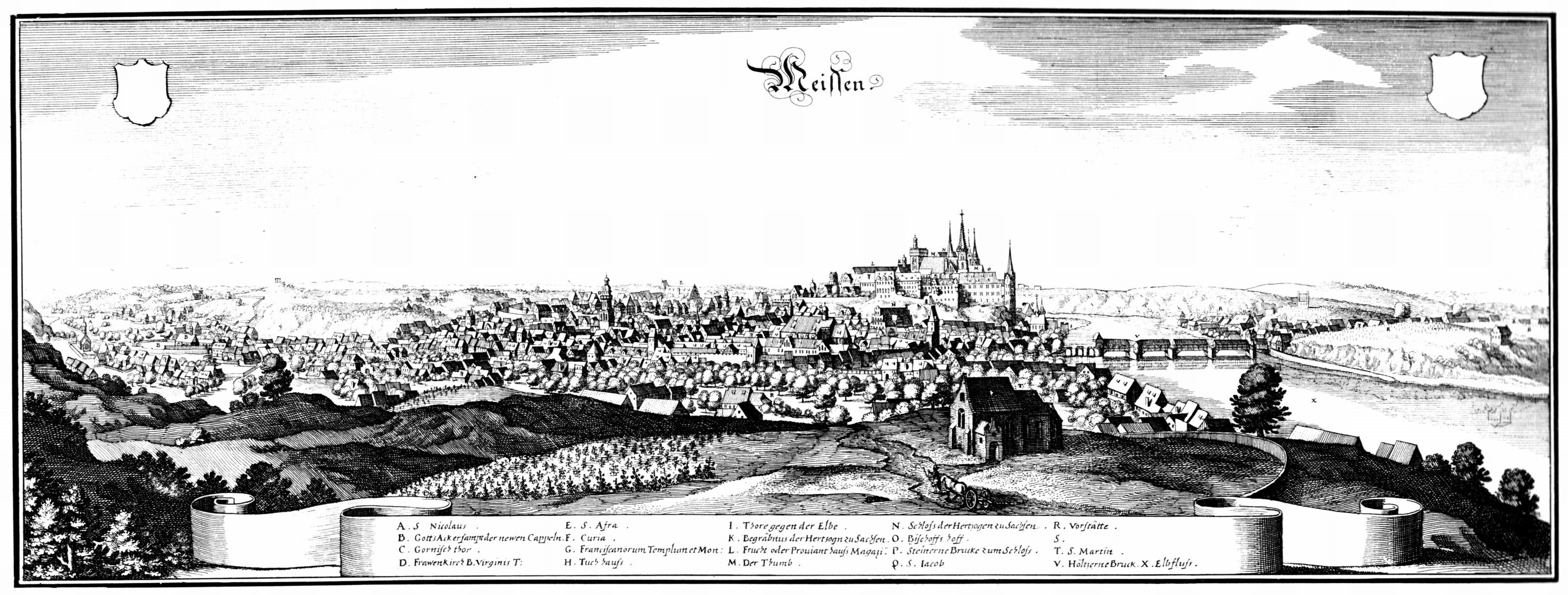
Meißen 1650-ben

A város a szláv Misni településből fejlődött ki, melyet I. Henrik király alapított 929-ben. 1423-ig létezett a Meißeni Őrgrófság. A huszita háborúkban sokat szenvedett a település. 1447-ben teljesen leégett, 1632-ben elfoglalták a császáriak, 1637-ben pedig a svédek, akik részben lerombolták. 1710-ben II. Ágost lengyel király uralkodása alatt kezdődött el a porcelángyártás.

## Lakosság

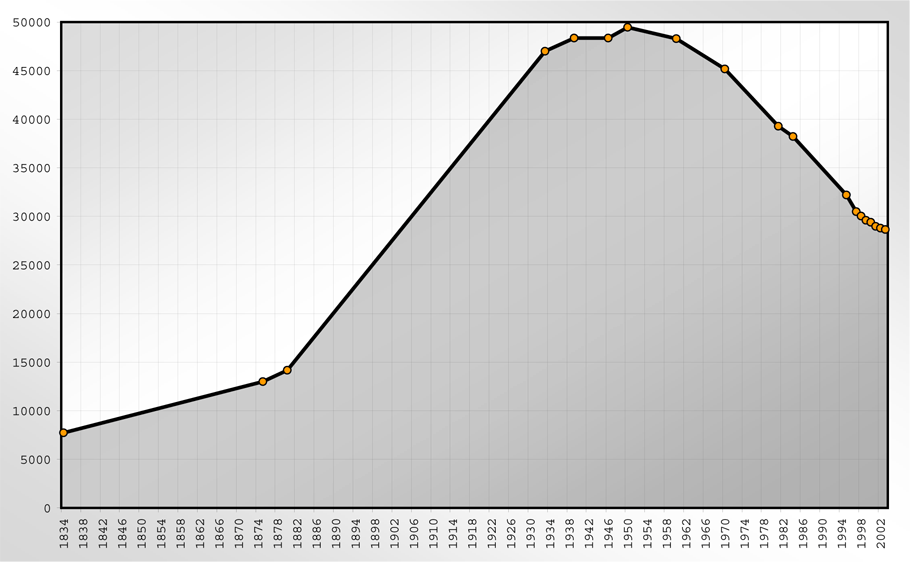
A lakosságszám alakulása 2002-ig

A város lakosságszámának alakulása:
| 1834-től 1950-ig - 1834 – 7738 - 1875 – 13 002 - 1880 – 14 166 - 1885 – 15 474 - 1933 – 46 992 - 1939 – 48 342 - 1946 – 48 348 1 - 1950 – 49 455 2 | 1960-tól 1999-ig - 1960 – 48 289 - 1970 – 45 175 - 1981 – 39 276 - 1984 – 38 214 - 1995 – 32 200 - 1997 – 30 486 - 1998 – 30 038 - 1999 – 29 604 | 2000-től 2006-ig - 2000 – 29 398 - 2001 – 28 982 - 2002 – 28 780 - 2003 – 28 640 - 2004 – 28 543 - 2005 – 28 435 - 2006 – 28 081 3 |

 Az adatok forrása 1994 után: Statistisches Landesamt des Freistaates Sachsens 
1 Október 29.

2 Augusztus 31.

3 November 30.

## Közlekedés
S-Bahn köti össze Drezdával.

## Látnivalók
- Albrechtsburg vár
- Porcelánmanufaktúra
- A meißeni dóm
- Frauenkirche

Az Albrechtsburgban, egy késő gót ízlésben épített kastélyban, amelyet 1471-ben Vesztfáliai Arnold kezdett építeni és II. György jános választó restauráltatott, 1710-ben a szász királyi porcelángyárat helyezték el; amikor ezt 1863-ban átvitték a Triebisch-völgybe, ismét helyreállították és belsejét falfestményekkel díszítették. Az Albrechtsburg mellett van a gót székesegyház, amelyet az I. Ottó császár által épített templom helyére állítottak föl; ennek egyik kápolnájában látható Harcias Frigyesnek és néhány más szász hercegnek síremléke. A Fürstenschule tanítványai voltak Gellert és Lessing. A várost 1892 óta Böttgernek emlékműve díszíti.